# Angiografia
L'angiografia és un examen de diagnosi per imatge la funció de la qual és l'estudi dels vasos sanguinis que no són visibles mitjançant la radiologia convencional. El seu nom procedeix de les paraules gregues angeion, "vas", i graphien, "descripció". Podem distingir entre arteriografia quan l'objecte d'estudi són les artèries, i flebografia quan es refereix a les venes. També poden estudiar-se els vasos limfàtics (limfografia).

## Història
El neuròleg portuguès Egas Moniz, guanyador del premi Nobel el 1949, va desenvolupar el 1927 l'angiografia per contrast radiopac per diagnosticar diferents trastorns cerebrals, des de tumors fins a malformacions vasculars. Es considera un dels pioners en aquest camp. El següent gran pas va ser gràcies a la Tècnica de Seldinger el 1953 que permetia accedir als vasos sanguinis de forma molt més segura.

## Definició àmplia
El terme angiografia es refereix en general a les diferents tècniques radiològiques que s'utilitzen per obtenir imatges amb 
referència al diàmetre, aspecte, nombre i estat clínic de les diverses parts de l'aparell vascular.
L'angiografia es pot dividir en dues fases: la primera consisteix a introduir el mitjà radiopac o de contrast que permetrà que les venes, artèries o vasos limfàtics siguin visibles a la radiografia; la segona fase és prendre les radiografies d'acord amb la seqüència predeterminada a fi de realitzar l'estudi dels vasos en qüestió.

## Subdivisions
La paraula angiografia és un terme genèric. Per això, per a qüestions tècniques, ha de subdividir-se segons el tipus d'examen i l'òrgan que s'explora:
- Flebografia. Permet estudiar el recorregut de la circulació venosa.
- Arteriografia. Deixa observar anomalies dels vasos sanguinis. Un estudi d'aquest tipus és l'angiografia amb fluoresceïna, una tècnica que utilitza fluoresceïna com a mitjà de contrast.
- Angiocardiografia. Examen que permet al facultatiu verificar l'estat clínic de les artèries del cor.
- Angioneumografia. Per a detectar estats alterats en les venes i artèries pulmonars.
- Limfografia. Examen per a veure l'estat dels vasos limfàtics.

## Tècnica
L'angiografia és una tècnica invasiva, perquè requereix la introducció d'un catèter en una artèria perifèrica, amb freqüència es fa servir l'artèria femoral o fins i tot la vena cubital. No obstant això existeixen tècniques no invasives, com l'angiografia per tomografia computarizada, per detectar un nombre important de patologies amb la mateixa precisió que la tècnica invasiva.
El procés es basa en l'administració per via intravascular, d'un contrast radiopac. Els raigs X no poden travessar el compost, i gràcies a això es revela en la placa radiogràfica la morfologia de l'arbre arterial així com els seus diferents accidents vasculars, èmbols, trombosis, aneurismes, estenosis...
En tenir la sang una densitat similar a la dels teixits circumdants cal afegir un contrast radiopac (que absorbeix la radiació X) perquè sigui visible en la radiografia.

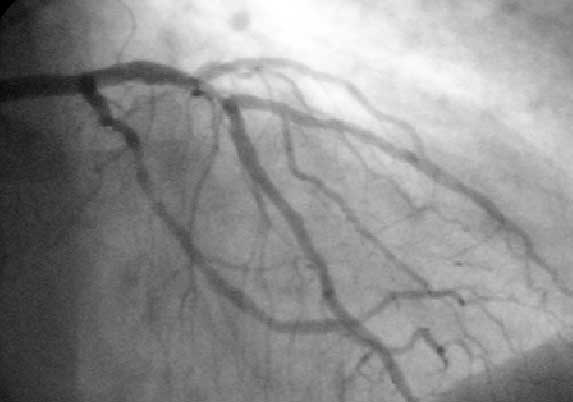
Arteriografia Coronària.

L'angiografia més habitual és l'arteriografia coronària. Mitjançant el catèter administrem el contrast a l'àrea que volem visualitzar. S'introdueix el catèter per l'engonal o l'avantbraç i s'avança acuradament pel sistema arterial fins a aconseguir una de les dues artèries coronàries. Les imatges obtingudes del trànsit del contrast i la seva distribució al costat de la sang ens permeten visualitzar l'obertura de les artèries. El diagnòstic de ateroesclerosis o de plaques d'ateroma mitjançant aquesta tècnica haurà de ser sostingut per altres procediments diagnòstics.

## Mètode
La densitat radiològica dels vasos és igual a la dels altres teixits tous, per la qual cosa en una placa realitzada sense prendre mesures especials no es veuen artèries ni venes. Per poder distingir-les, cal posar en circulació sanguínia una substància radioopaca, és a dir, el mitjà de contrast. Encara que existeixen diversos mitjans de contrast, regularment es fa servir un que no causi toxicitat.

### Flebografia
Flebografia (de l'anglès Phlebography) és una tècnica radiogràfica, la qual consisteix en la introducció de contrast en la porció distal (més allunyada) d'un territori venós, amb la finalitat d'obtenir imatges per al seu diagnòstic.
En flebografia, per exemple, el mitjà de contrast s'injecta estant a temperatura corporal en quantitat proporcional al pes i edat del pacient en qüestió, en la circulació venosa superficial del peu, ja que d'aquí, la substància passarà a la circulació profunda de la cama. Es prenen les plaques i s'espera al fet que aquestes siguin revelades per poder emetre un diagnòstic per l'especialista en radiologia.

### Arteriografia
La arteriografia és un procés de diagnòstic per imatge la funció de la qual és l'estudi dels vasos arterials que no són visibles mitjançant la radiologia convencional. Es parla d'arteriografia quan l'objecte d'estudi són les artèries; si són les venes, es parla de flebografia. Ambdues tècniques s'agrupen en el que es coneix com a angiografia.
Aquesta tècnica es basa en l'administració per via intravascular, és una tècnica invasiva, d'un contrast radiopac. Els rajos X no poden travessar el compost, i gràcies a això es revela en la placa radiogràfica la morfologia de l'arbre arterial així com els seus diferents accidents vasculars, èmbols, trombosis, aneurismes, estenosis.
En l'arteriografia, el mitjà de contrast s'introdueix en les artèries per permetre la seva visibilitat. La tècnica és molt semblada a la flebografia, però la seva realització és una mica més complicada, en part perquè el flux arterial és més ràpid i ha d'introduir-se la substància radio-opaca amb major velocitat i volum. Es fa injectant-la en un lloc allunyat al got que es desitja estudiar. Per exemple, en l'arteriografia del braç, la substància ha d'injectar-se a nivell axil·lar.

## Patologies en les quals és útil
Llista de patologies vasculars identificables mitjançant l'angiografia:
- Estenosis: S'observa l'obstrucció total o parcial dels vasos.
- Curtcircuit o shunt arteriovenós: Malformació congènita consistent en un curtcircuit en el sistema vascular, a causa d'una anastomosi arteriovenosa.
- Malformació arteriovenosa: Entramat arterial originat per un tumor o congènit.
- Aneurisma: L'artèria s'hernia, perdent part de la seva paret arterial, en aprimar-se la paret hi ha major risc d'un trencament que desencadeni una hemorràgia, segons l'artèria afectada l'hemorràgia serà intracranial, aòrtica, etc.

## Utilitat
És evident que aquestes tècniques permeten d'identificar els vasos i les anomalies en cas d'existir. Hi podem revelar la presència de trombes, èmbols i aneurismes en gairebé tots els compartiments de l'organisme, incloent-hi el cervell. A més, puix que les dades són fidels i exactes, això permet a l'especialista de donar un diagnòstic precís i de dirigir un tractament adequat. Cal saber que aquest examen no ha estat substituït per la tècnica del TAC, sinó que ho complementa i ho ha fet més selectiu i puntual.